# Уставобранитељи
Уставобранитељи су били носиоци борбе против самовлашћа кнеза Милоша Обреновића. Залагали су се за доношење устава и закона којим ће Милошева власт бити ограничена и успели су да се изборе за доношење Турског устава а потом и за Милошево (1839) и Михаилово (1842) одступање с престола.
Буна против кнеза Михаила коју је у лето 1842. предводио Тома Вучић Перишић, завршила се победом уставобранитеља и проглашењем Александра Карађорђевића за кнеза. Пошто су довели Александра Карађорђевића, они су у највећој мери владали земљом за време његове владавине. Носиоци уставобранитељског режима су били: Тома Вучић Перишић, Аврам Петронијевић, Стојан и Алекса Симић, Милутин и Илија Гарашанин. Они су покушавали да изграде свој национални програм, што доказује Начертаније Илије Гарашанина. За време њихове владавине уведен је један бирократски и олигархијски режим, остали су упамћени по максими: власт је тутор а народ пупила. Уставобранитељи су сматрали да обичан народ није довољно образован, тј. да му недостаје политичка свест да управља собом, па да зато они морају да науче народ како се влада без њиховог пристанка или против њихове воље. За време уставобранитеља објављено је Гарашаниново Начертаније, донет је Грађански законик и спроведена је реформа судства и школства. Уставобранитељи су помагали српски покрет у јужној Угарској у рату против Мађара, а на Париском конгресу су добили гаранције Великих сила.
Уставобранитељи су били познати људи, бирократе, трговци и други који су се супротстављали Милошевој аутократској владавини. Желели су да успоставе владавину права којим би заштитили сопствене интересе. Уставобранитељи су наглашавали владавину права, веће економске слободе и напредак образовања. Они нису били демократе нити егалитаристи.
Период владавине уставобранитеља од 1842. до 1858. је био обележен константном борбом за власт са кнезом Александром. За време уставобранитеља Државни савет је засенио моћ кнеза Александра Карађорђевића и скупштине која се само једном састала. Уставобранитељски режим је окончан на Светоандрејској скупштини и повратком на власт кнеза Милоша Обреновића.

## Циљеви
Уставобранитељима називамо странку која је извојевала Устав из 1838. године, оборила кнеза Милоша 1839, а Михаила 1842. године. На њихов престо довела је Карађорђевог сина Александра и под његовим именом владала Србијом до 1858. године. Уставобранитељски режим поклапа се углавном са владавином кнеза Александра. Вође покрета били су: Тома Вучић Перишић, Аврам Петронијевић, браћа Симићи, Алекса и Стојан, Милутин Гарашанин и његов син Илија. Назив „уставобранитељи“ на себе су узели још током борбе са кнезом Милошем. Говорили су да се не буне против кнеза, већ да од њега бране устав. Међутим, вође уставобранитеља, попут Вучића, нису били никакви реформатори. Он је знао да диже буну, али не и шта се треба радити након буне. Због тога му је пријатније било у опозицији. Сличних особина био је и кнез Александар. Иза њих се, међутим, крио нов нараштај који тражи реформе и не жели да чује за кнежев апсолутизам. Овај нараштај одрастао је под Милошевом, а не под турском владавином. Старије генерације нису тражиле ништа више од тога да њима не влада турски паша. Оне су лако подносиле Милошев деспотизам сматрајући да је он много мање зло од живота под дахијама или Сулејман-пашом Скопљаком. Нови нараштај о томе је знао само из прича. Реформаторске идеје, дакле, не потичу од вођа уставобранитеља, већ од Срба из Аустрије. Они су настојали да се изборе за обезбеђење приватног живота грађана (правним нормама) и да ограниче власт кнеза. Обреновићевци су били присталице династије Обреновић. Они након 1839. године нису јединствени, већ се деле на присталице свргнутог кнеза и присталице његовог сина Михаила. Слаба страна ове политичке струје била је та што нису имали водећу личност, већ су се ослањали на Милоша (који је био ван земље) и Михаила. Јеврем Обреновић није имао великог утицаја у Намесништву.

## Уставобранитељи током владавине кнеза Милоша
Сретењски устав није био дугог века. Русија и Порта нису оправдавали Милетину буну, па су кнез и Сенат претпостављали да неће прихватити ни Устав. Зато су послали дипломату Михаила Германа у Цариград и преко њега писма за Порту и Буњетова, руског изасланика у турској престоници. Устав је суспендован док Буњетов и Порта заједнички га испитају и поправе. Примедбе су се очекивале до Ђурђевдана када би Скупштина поново примила измењени устав. Кнез је пред њима бранио устав, односно био је спреман да прихвати бар део његових одредби. Буњетов није прихватио устав; Порта је била блажа. То је утицало на кнеза да донесе одлуку да суспендује устав, што је и њему самом одговарало. Читав терет одговорности свалио је на Димитрија Давидовића. На опозицију није смео ударити. Устав је коначно суспендован 11. априла.
Кнез је од руског посланика Буњетова добио писмо у коме је овај одобрио његов план за израду новог устава. Милош је имао спремна два уставна нацрта. Кнежеви нацрти уставне власти имали су разлике у односу на Сретењски устав по питању уређења врховне власти, али и нека потпуно поновљена поглавља. И она су састављена прилично брзо. Нацрт Стефана Радичевића давао је кнезу готово сву власт. Руси шаљу у Србију барона Петра Ивановича Рикмана да испита стање у земљи због кога је дошло до Милетине буне. То је био његов главни задатак, док за устав није имао већег интересовања, те је о питању израде устава послао извештај Буњетову два месеца касније. О доношењу новог устава било је речи приликом Милошеве посете Цариграду 1835. године, али се та ствар није могла решити брзо. Тако Србија 1835. године није добила нов устав. Кнез је почетком лета добио обавештење из Петрограда да треба изменити неке делове свог нацрта. Устав Србије требало је да садржи само административне одредбе. Кнез је овај акт добио на обичном парчету папира, без печата или потписа, што је јасно показивало да Русији није стало да Србија добије устав. Наредне, 1837. године, у питање устава умешала се и Енглеска чији конзул испитује све недостатке кнежевог режима и излаже му идеје помоћу којих је имао да изради устав. У борбу за устав умешао се и Савет који је стао на страну опозиције; тако је Милош добио противника у највишој легалној власти у земљи. Савет је покренуо питање доношења устава и инсистирао на његовом решавању све до доношења Турског устава 1838. године.
Кнез је покушавао да обори нови устав. Први сукоби између кнежевих присталица и уставобранитеља отпочели су већ у време припрема за објаву Устава. Од тада до кнежевог пада они нису престајали. Напуштен од својих најближих сарадника и пријатеља, он се одлучио на последњи корак да би се услободио уставобранитеља: да побуни гарнизонску војску и присталице у народу уз помоћ свог брата Јована Обреновића. Овај покушај познат је као Јованова буна. Тома Вучић Перишић је био тај који је угушио буну. Милошева абдикација везана је за Јованову буну. Опозиција је дошла на идеју да кнеза преко Скупштине примора на абдикацију, јер није могао да се помири са уставним поретком. Вучић је подстакао народ да се не разилази док се не утврди покретач буне. Вршио је притисак и на Савет који се није одмах сложио са оваквим поступцима. Притиснут Вучићем и народом који га је пратио, Савет је позвао депутате за Народну скупштину. Она је одржана 12. јуна и то је прва Скупштина на којој кнез није присуствовао. На њој су се чули повици да се кнез каменује уколико не поднесе оставку. Кнез је решио да да оставку јер се налазио у безизлазној ситуацији. Акт којим је препустио власт своме старијем сину Милану објављен је у Новинама србским на дан његовог напуштања земље.

## Намесништво и владавина Михаила Обреновића
Милоша је на престолу наследио двадесетогодишњи син Милан. Он је одавно већ био тешко болестан од туберкулозе, те је одређено Намесништво кога су чинили Аврам Петронијевић, Тома Вучић Перишић и Милошев брат Јеврем Обреновић. Милан је био наклоњен Милошевим противницима. Међутим, на престолу се није успео дуго одржати. Остао је упамћен као српски владар са најкраћом владавином. Трајала је свега 26 дана (1. јун – 8. јул 1839.), за којих кнез Милан није стигао да потпише ниједан акт. Требало је да га наследи млађи брат Михаило (рођен 1823.), али се он налазио у Влашкој код свог оца. Милош се и даље надао да ће се вратити на престо, па дуже време није пуштао Михаила од себе. Михаило се у Србији појавио тек осам месеци након смрти свога брата. За то време земљом је владало Намесништво. Јеврем није имао нарочитог утицаја. Период владавине намесништва може се сматрати периодом владавине уставобранитеља, јер Петронијевић и Вучић су представљали вође ове струје.
Михаилова владавина представља наставак борби обреновићевца и уставобранитеља за власт. По кнежевом доласку у Србију, сазвана је марта 1840. године Скупштина у Београду (на Топчидеру) где је прочитан султанов берат. Већ ту се видео колико су уставобранитељи били утицајни на Порти. Наиме, успели су да издејствују да Михаило буде проглашен за изборног, али не и за насљедног (како је предвиђено хатишерифима из 1830. и 1833. године и Турским уставом) кнеза. Посебним султановим актом, малолетном Михаилу (имао је тада 17 година) одређени су за саветнике Вучић и Петронијевић. Под притиском народа, Петронијевић и Вучић дали су оставке на положаје саветника, а уставобранитељски прваци беже у Београдску тврђаву и стављају се под пашину заштиту. Сељаци траже да се престоница премести у Крагујевац што је и учињено. Уставобранитељи су још током Михаилове владавине успели да издејствују да се престоница врати у Београд (у Крагујевцу је била од 25. маја 1840. до 7. маја 1841. године). Током Михаилове прве владавине одржане су две скупштине: прва марта 1840. године, а друга на Светог Илију, 2. августа 1840. године. Повод је био долазак Портиног емисара Муса-ефендије у Србију (јул) да рашчисти новонасталу сложену ситуацију. На Скупштини на Светог Илију у Београду поново је прочитан царски берат, а народни покрети су осуђени. Народни депутати захтевали су протеривање уставобранитељских првака. Због тога је Муса-ефендија повео Вучића, Петронијевића и Милутина Гарашанина у Цариград, а остале мање важне прваке у Видин. Стојан Симић је побегао у Аустрију. Љубица и Мићић покушали су да врате Милоша на власт, те је августа 1840. године дошло до побуне Петра Илића Пекете. Побуњеници су похватани и осуђени. Одласком уставобранитеља из земље завршен је први период Михаилове владавине.
Ненаклоњена Михаиловом режиму, Порта је допустила уставобранитељским првацима да се врате у Србију, на шта су је притискале руска и аустријска влада. Допуштен је повратак свима сем Перишићу, Стојану Симићу и Милутину Гарашанину (кнез их је сматрао најопаснијим противницима). Током лета се остатак уставобранитеља враћа у Србију и притискају кнеза да врати и преосталу тројицу, који у Србију долазе у пролеће 1842. године. Средином 1841. године откривена је још једна завера (Гаје Вукомановића, брата Љубице) да се Милош врати на престо. Порта је на лето 1842. године послала Шекиб-ефендију у Београд да тражи демисију тројице министара. Кнез је то одбио, а у народу је истовремено избила буна позната као „Вучићева“. Вучићева војска победоносно је стигла у Београд где је основано „Привремено правление“ од уставобранитељских првака Перишића и Петронијевића. Порта (Шекиб-ефендија) је прихватила нову владу. Перишић је сазвао Скупштину (састављена од уставобранитељских присталица) која је изабрала за новог кнеза Александра Карађорђевића. Тома Вучић Перишић био је на врху своје политичке каријере.
Реакција страних конзула београдском паши првобитно је била негативна, али су касније променили држање. Француска и енглеска дипломатија стајала је уз Порту, док су аустријска и руска биле променљиве. Најважнији је био став Порте која је без резерве стала уз уставобранитеље и новембра послала берат којим је Александар потврђен за кнеза. Томе се енергично успротивила Русија. Сам цар Никола упутио је октобра протестно писмо султану којим је осудио преврат. Руска влада тражила је да се поништи Александров избор за кнеза и сазове нова скупштина. Александар је морао поднети оставку. Извршен је нов избор; Скупштина је поново одабрала Александра за кнеза. Руска влада прихватила је тај чин, али је влада приморана да Вучића и Петронијевића прогна из земље. Ни после тога, Русија није показивала пријатељско расположење према новом поретку.

## Уставобранитељски режим током владавине кнеза Александра Карађорђевића
Уставобранитељи су желели да за себе што јаче привежу онај део сељаштва који се дотле декларисао као њихове присталице. Због тога су дозволили народу да на Скупштини на којој је изабран Александар изнесу своје жеље, „прозбе“. Оне су углавном биле финансијског карактера. Између осталог, захтевано је да се Народна скупштина састаје редовно сваке године и утврди као сталан орган власти. Тражили су да локалне власти имају самоуправан, патријархални карактер. Уставобранитељи су хтели да разматрају само жеље фискалне природе, док о осталим нису желели ни могли да им изађу у сусрет. Скупштина није одржавана све до 1848. године када је уставобранитељима поново била потребна сељачка маса. Незадовољство сељака букнуло је због тога на самом почетку уставобранитељске владавине. На почетку њихове власти долази до побуне Стојана Цукића. Он се након Вучићеве буне склонио у Аустрију, а одатле се почетком 1844. године вратио у Србију са намером да подигне покрет против новог режима. Завера је откривена, а похватани су и осуђени многи обреновићевци. Највећа буна у овом периоду је „катанска“ буна коју је Цукић, уз богату Милошеву потпору, подигао са аустријске територије. Буна је трајала неколико дана, али је захватила неколико округа. Године 1846. откривена је Мирчина буна. Највећу опасност за нови режим нису представљале буне, већ лоши односи између кнеза и уставобранитељских вођа чија Александар није желео да буде фигура, па је око себе окупљао своје присталице, кнежевце, насупрот „вучићевцима“. Касније се уставобранитељски прваци деле и на: туркофиле, русофиле и неутралце. Петронијевић је нпр. био туркофил, док је Вучић био русофил. За кнеза је био проблематичан његов однос са Саветом који је 1842. године имао премоћнију власт. Јавља се потреба за доношењем уставних реформи. Тако се 1845-1846. године прави више предлога о преуређењу државне управе. Фрања Зах предвиђао је формирање кабинетског савета уместо дотадашњег Савета и увођење установе Народне скупштине као органа власти. Матија Бан 1846. године такође предвиђа формирање тела које би стајало између Савета и кнеза. Од ових предлога ништа није реализовано.

### Тековине уставобранитеља
Уставом из 1838. године уставобранитељи су постигли своје основне циљеве: ограничење кнежеве власти Саветом, уређење својинских односа, слобода трговине и регулисање чиновничког положаја. Ту се, међутим, налазе само темељи уставобранитељског правосуђа. Решавање питања својинских односа захтевало је две ствари: донети писане законе и организовати судове. На писању закона радило се још током Милошеве владавине, али је тек 1844. године донет Грађански законик, најзначајније правно дело уставобранитеља. Саставио га је Јован Хаџић, према аустријском Општем грађанском законику из 1811. године, који је за основу имао римско право. Српски грађански законик био је четврти у Европи (после француског, аустријског и холандског) и први модерни грађански законик у оријенталном свету. (Српски грађански законик скраћена је варијанта аустријског, са преузетом садржином и распоредом. Разликује, се, међутим по томе што су у њега унети бројни елементи народног обичајног права. Законодавац је извршио бројна скраћивања и избацивања изворног законика, а неке параграфе је допунио и разделио. Најважније новине односе се на прописе о породичној задрузи и о искључењу женске деце из наслеђа. Анкету о овом питању спровео је кнез Милош. Она је показала да српски народ није склон да женским потомцима остави имовину уколико су мушки живи. Свако мушко дете добијало је подједнак део имања, док је женској деци припадало право уживања. Само тестаментом женска деца су могла бити изједначена са мушком. Одељак о породичној задрузи аутохтон је. Задружна имовина проглашена је колективном. Године 1846. основан је касациони суд као највиши степен судства. Важно питање било је регулисање судског поступка. Међутим, закон о грађанскосудском поступку донет је тек 1853. године. Судски поступак био је дугорочан, неефикасан и на њега су се јављале бројне жалбе. Нагомилавали су се спорови.
Друго питање уставобранитељског режима било је чиновничко. Овај сталеж стваран је полако, након што је Србија хатишерифом из 1830. године стекла право на унутрашњу аутономију. Чиновник је током Милошеве владе био несигуран на свом положају, плата му је била неодређена, а могао је лако бити деградиран. Положај му није био одређен никаквом уредбом. Реформама чиновништва уставобранитељи су хтели наградити сталеж који је био уз њих све време током борбе са Обреновићима. Било је важно да чиновник буде присталица режима. Утврђене су његове надлежности, напредовање, плата и пензија, а службу су могли изгубити само судском одлуком. Уживали су и пореске олакшице. Спровођен је принцип да чиновници требају да владају масама. Чиновништво је најбоље живело током уставобранитељског режима. Добило је и униформе. Негативна страна уздизања чиновништва биле су разне злоупотребе. Полицијски закон (1850) давао им је право кажњавања батинама.
Године 1843. образована је државна пошта, а прве телеграфске линије отворене су 1855. године. Ствара се слој зеленаша, услед одлуке из 1841. године о подизању минималне суме за зајам из државне касе на 300 дуката. Једна од главних тековина уставобранитељског режима је слобода трговине. Еснафском уредбом (1847) занатска трговина је донекле ограничена. Трговина пољопривредним производима остала је потпуно слободна. Чиновници су били привилеговани у трговини до 1848. године. Трговци су тражили да се њихов положај одреди посебним Трговачким законом, али уставобранитељска влада није им изашла у сусрет. Под уставобранитељима се јављају зачеци индустрије. Четрдесетих година Петронијевић је покушао да развије индустрију стакла у Јагодини, а 1850. године подигнута је фабрика пива у Београду. Од 1853. године ради војна фабрика. Значајна је тополивница из Крагујевца.

### Уставобранитељи према револуцијама 1848/9. године
Револуција 1848/9. године захватила је већи број држава него ни једна револуција до тада. Она је обухватила и Срем и Банат, територије које су се граничиле са северним деловима Кнежевине Србије. Због тога је револуција морала оставити трага и на Србију. Одјек револуционарних идеја у Београду лепо илуструје пример да је у београдском Читалишту одржан скуп угледних грађана који је прихватио уверење да Србија већ ужива све тековине за које се боре револуционари у Европи. Исто тврђење изнето је и у Српским новинама. Великог маха узело је тада непријатељство Срба према Турцима те је Савет тражио од владе да предузме кораке за њихово исељење из вароши. Са друге стране, по Београду су марта 1848. године растурани панславистички прогласи којима се Србија позива да створи илирско-српску државу од аустријских и турских покрајина. Гај тражи помоћ од Србије, а из Србије Матија Бан и Фрања Зах одлазе у Беч и агитују у корист Словена. Долази до хрватско-српске сарадње. Уставобранитељска влада послала је делегацију на Словенски конгрес у Прагу. У споразуму са Гарашанином, српски дипломатски агент у Цариграду, Николајевић, израдио је план о стварању „српског вицекраљевства“, о присаједињењу Босне, Херцеговине, Албаније и Старе Србије, Македоније и Бугарске Србији.
Централно спољнополитичко питање био је став Србије према покретима у Јужној Угарској. Српске новине пишу много о овим догађајима. Мајска скупштина радила је делом под српским сугестијама. Маја 1848. године уставобранитељска влада донела је одлуку о материјалном помагању устанка, а већ априла су наоружани Србијанци почели прелазити у данашњу Војводину. Гарашанин је био за сарадњу са Мађарима, али се до њих није могло допрети због крутих националистичких ставова. Србија тада по први пут излази на међународну позорницу. На челу србијанских добровољаца налазио се Стеван Книћанин. Аустријски конзул протестује у Београду, али узалуд. У почетку, Книћанин је био уз Стратимировића, али је, по налогу српске владе, променио страну и потпуно подржао патријарха Рајачића. Влада захтева од Стратимировића да се покори патријарху. Обреновићевци су играли велику улогу у Војводини, те је српска влада помишљала да откаже помоћ. На новој скупштини, устаници су одлучили да не узимају обреновићевце и да искажу захвалност српској влади. Порта је у почетку тражила да Србија прекине са слањем помоћи, али је касније озбиљно рачунала на припајање Војводине. Ипак, Порта тражи од српске владе неутралност, те је влада наложила Книћанину да са добровољцима напусти Војводину. Книћанин је од кнеза добио титулу војводе. Повратком Книћанина престала је веза српске владе и устанка.
После Книћаниновог одласка, Мађари су почели да нижу победе, те је патријарх звао Книћанина да се врати. Овај је то и учинио, на своју руку, али његов долазак није могао да измени ситуацију.

### Петровска скупштина
Један од значајних догађаја током 1848. године била је Петровска скупштина у Крагујевцу, прва у претходних пет година. Кнез и влада одлучили су се на сазивање скупштине на којој би се разматрали народни захтеви за подупирањем устанка како би сузбила опозицију. Скупштина је требало да буде сазвана и раније, али је одложена због покрета Обреновића. Опозицију кнезу и влади чиниле су углавном присталице Томе Вучића Перишића. Он се са њима разилази 1845. године када је постао изразити русофил и присталица спољнополитичке оријентације према Русији. Пошто је био једна од најмоћнијих личности Србије, влада је на Петровској скупштини хтела да добије подршку народа. Владин план да онемогући Перишића се изјаловио јер је он имао велики број присталица на скупштини. Вучић је приморао владу и кнеза да смене поједине функционере, неке његове противнике, међу којима је био и Стеван Книћанин. Народни захтеви односили су се на слободу штампе, стварање трговачког кредита, оснивање трговачког суда, увођење пропорционалног пореза, решење спорости суђења и, најважније, захтев да Скупштина постане редовно тело које ће заседати сваке године (захтевали сви окрузи сем ужичког). Највише захтева тиче се чиновничког питања. Тражило се да се чиновницима забрани бављење трговином (усвојено), да три члана породице не могу бити чиновници, да се чиновницима смање плате, да плаћају већи порез, да им се суди као и осталим грађанима. Од спољнополитичких питања, истакнута су само два: да се ради на томе да се издејствује наследно кнежевско достојанство и да се исели турско становништво из земље. Посебна владина комисија размотрила је захтеве и решила неке мање проблеме, али најважнији (Народна скупштина) није.
Јован Ристић је 1896. године говорио да је развој Либералне странке отпочео у Крагујевцу 1848. године на заседању Петровске скупштине. Либералне идеје револуција 1848/9. утицале су на политичку мисао и у Србији. Сама Петровска скупштина заузела је негативан став према било каквим политичким поделама у Кнежевини. Илија Гарашанин је у писму Јовану Мариновићу из 1853. године указао како нико у Србији није примио револуционарне идеје. Међутим, он није био у праву што се показало десет година касније. Године 1848. нису постојали друштвено-економски услови како би се предузеле озбиљније акције у правцу увођења политичких слобода у Србији. Тако први нараштај либерала није успео да створи посебну странку.

### Након револуција
Ситуација у Србији након револуције није се много изменила. На унутрашњем плану пресудна су била роварења обреновићевца и вучићеваца, а на спољашњем притисак Русије. Аврам Петронијевић (на челу српске владе од 1844. године, што његову четврту владу чини најдужом у историји Србије) је умро у Цариграду 1852. године приликом покушаја да издејствује наследно кнежевско достојанство. Њега је на месту кнежевог представника заменио Илија Гарашанин, кога Александар није много волео, али је његов утицај у земљи и иностранству био несумњив. На притисак руске владе, кнез је сменио Гарашанин и на чело српске владе поставио Алексу Симића. Поред изразито непријатељског става према Русији, руској влади сметало је и то што је Гарашанин изразити франкофил. Током свог кратког мандата, он је отпутовао у Париз и покушао да Србију чвршће веже за Француску. Због тога је против Гарашанина била и Аустрија.
Поводом дипломатског сукоба око светих места у Палестини, руска војска на пролеће 1853. године улази у Влашку и Молдавију. Аустрија и Порта страховале су да би Србија у предстојећем рату могла стати на страну Русије. Руски емисар Фонтон у Србији говорио је да руски цар сматра српски народ пријатељским. Порта је нарочитим ферманом потврдила дотадашњи аутономни положај Србије након избијања Кримског рата. Српска влада настојала је да остане неутрална током рата. Русија се у почетку противила српском учешћу у рату, али како су ствари одмицале, она је безуспешно настојала да је увуче у рат. Аустрија је држала војску на српској граници, па је Александар наставио са ратним припремама; извршио попис народне војске. Порта је захтевала да се припреме прекину. Било је и покушаја да се Србија привуче на страну западних сила. На Париској мировној конференцији, руски протекторат над Србијом проширен је и на друге потписнице: Британију, Француску, Аустрију, Пруску и Сардинију. Веома важна одлука конференције која се тиче Србије је одлука да се допусти слободна пловидба Дунавом.
Последњих година владавине кнеза Александра чести су сукоби кнеза са Саветом. Савет је тражио да се министри бирају из његове средине, а кнез је тврдио да има права да поставља министре који нису саветници. Савет је замерао кнезу што је без његове сагласности за председника Савета поставио Стефана Стефановића Тенку. Кнез је по овом питању победио. Било је сукоба и око подизања Карађорђевог споменика; Савет је тврдио да се средства узимају као нека врста намета, а не добровољног прилога. Владе се смењују великом брзином: од 1855. године (пад Симићеве владе) до краја Александрове владавине смењено је укупно 5 влада.

### Тенкина завера
Околности настале након откривања Тенкине завере кнез је искористио да однесе победу у сукобу са Саветом. У траг завери ушло се крајем септембра 1857. године. У њу је био уплетен председник Савета, Стефан Стефановић Тенка, председник врховног суда Цветко Рајовић и још три саветника. Они су решили да убију кнеза Александра преко најмљеног убице (најпре су намеравали да га открију, због чега су украли отров из апотеке). Нашли су неког сељака из крагујевачког округа, Милосава Петровића, који је убио човека и због тога се крио од власти, том бегунцу из притвора дали оружје, новац и лажна документа, и послали га за кнезом у Брестовачку бању. Свештеник је заклео Милосава да ће убити кнеза. Међутим, он није урадио ништа, већ се вратио у Београд и почео уцењивати Тенку и остале заверенике. Од њих је узео 1000 дуката. Заверу је открио Милосавов шурак. Завереници су одмах затворени. Завереници су пред истражним органима рекли да су за убиство кнеза добили новац од кнеза Милоша. Он им је говорио да ће Порта послати комисију која ће збацити Александра и на његово место поставити Милоша, јер је то жеља већине народа. Истражна власт није знала шта су завереници планирали после убиства. Мислили су да би се сам Тенка ставио на чело државе и основао неку врсту великашке републике. Тенкина завера изазвала је гнушање народа који је увек био против мучког убиства, а поготово сада када је на чело завере стао високи државни званичник. Међутим, до преокрета у њиховом ставу долази онда када се режим обрачунао са завереницима. Најпре их је осудио на смрт, али им је казна преиначена у доживотну робију. Казну су имали издржавати у Гургусовачкој кули где су одведени у тешком гвожђу, по хладном времену, без топле одеће. Када су стигли у Гургусовац, Тенка и Дамњановић нису могли ни да стоје.
Тенкина завера охрабрила је кнеза да се обрачуна са Саветом. Завера није била део целог Савета, већ само неких његових чланова. Међутим, кнез ју је искористио да изнуди оставке још шесторице саветника и на њихово место доведе себи одане људе. Тако је обезбедио наклоност овог највишег државног органа. Заверу је искористила и Порта да се последњи пут умеша у унутрашњу политику Србије; и то успешно. Послала је емисара, Етем-пашу, који је натерао кнеза да пензионисане саветнике врати у Савет, а Гарашанина постави на место министра унутрашњих послова, док је Вучић постао председник Савета. Вучић и Гарашанин постали су господари ситуације, а кнежева власт још више је ослабила.

### Светоандрејска скупштина
Сељачке масе постале су све незадовољније новим режимом, а присталице Обреновића све бројније. Против кнеза опозицију су водили најистакнутија два политичара. И поред противљења Порте и кнеза, Гарашанин је успео да убеди Савет да сазове Скупштину која се није састајала 10 година. Скупштина је опозицији била потребна како би се кнез збацио на легалан начин. За њено сазивање није била довољна само жеља Гарашанина и Вучића, већ и кнеза и Савета. Вучић је успео да на своју страну привуче масе. Поред обреновићеваца, Скупштину је тражио и део млађе београдске интелигенције. Они тада нису били бројни нити познати под посебним именом или као посебна политичка партија. Касније ће бити познати као либерали. Ови либерали представљају други либерални нараштај у Србији. Прве знаке либерализма у Србији видимо у раду Дружине младежи српске (1848—1851). Кључну улогу имали су интелектуалци који су се школовали у иностранству.
Други либерални нараштај чинили су они који су крајем четрдесетих година отишли из Србије, основали Дружину младежи српске, публиковали „Невен слоге“, а потом се вратили у Србију. Главне личности овог нараштаја били су Јеврем Грујић и Милован Јанковић. Они су били велики националисти, рођени у периоду доношења турских хатишерифа, па нису познавали живот под турским ропством. Желели су да освете Косово и веровали су у историјску величину српског народа. Тражили су да се Турци истерају из земље. Либерали се нису мирили са уставобранитељском политиком која је била превише туркофилска. Гарашанин је либерале и обреновићевце пустио да агитују за Народну скупштину.
Скупштина је имала три јака покрета против кнеза. Прву су чинили Гарашанин, Вучић и њихове присталице. Другу су чинили либерали и обреновићевци. Првобитно, либерали нису били обреновићевци; њима није било стало до династичке промене, већ до политичких реформи. Међутим, ове две групације стопиле су се током лета 1858. године јер су имале исте политичке циљеве. Вође су им биле: Милован Јанковић, Јеврем Грујић, Стевча Михаиловић. Трећу групу били су људи окупљени око газде Филипа Станковића, Милошевог агента и једног од најбогатијих људи у Београду који је са Теразија окупљао људе против кнеза и то Милошевим новцем. Сав новац кога је Милош трошио за повратак на власт прошао је кроз његове руке.
Скупштина се састала 30. новембра 1858. године. За председника је изабран конзервативни првак Миша Анастасијевић. Он је уз Вучића и Петронијевића био трећи првак конзервативне струје. Желео је на престо уместо кнеза поставити свог зета Ђорђа Карађорђевића, брата од стрица кнеза Александра. Од Александра се тражила оставка. Он је затражио 24 сата за размишљање, али је током њих побегао турском паши. Скупштина је сутрадан прогласила Милоша Обреновића за кнеза, и поред Вучићевог и Гарашаниновог покушаја да спрече тај избор. Скупштина је себе прогласила за намесника док се кнез не врати из иностранства. Та одлука није се могла остварити због Гарашаниновог опирања, па је образовано трочлано намесништво кога су чинили Гарашанин, Стевча Михаиловић и Угричић. Закаснели покушај војске да врате на престо кнеза Александра није успела захваљујући отпору самих Београђана. Порта је потврдила избор кнеза Милоша, а он је до свог доласка одредио за свог заступника Стевчу Михаиловића који је важио за најутицајнијег обреновићевца. Светоандрејска скупштина заседала је још око месец и по дана и током њих решавала бројне народне захтеве (никада до тада скупштини није предат толики број поднесака).
Светоандрејска скупштина означила је крај владавине уставобранитеља. Власт је поново преузела династија Обреновића, која ће се на српском престолу задржати до 1903. године када је збачена Мајским превратом.

## Галерија
- Аврам Петронијевић
- Тома Вучић Перишић
- Илија Гарашанин
- Стојан Симић
- Алекса Симић
- Милутин Петровић